# Ch'ilalo Terara
Ch'ilalo Terara är ett berg i Etiopien.   Det ligger i regionen Oromia, i den centrala delen av landet, 140 km söder om huvudstaden Addis Abeba. Toppen på Ch'ilalo Terara är 4 079 meter över havet, eller 906 meter över den omgivande terrängen. Bredden vid basen är 11,2 km. Ch'ilalo Terara ingår i Erosa.
Terrängen runt Ch'ilalo Terara är kuperad åt sydost, men åt nordväst är den bergig. Runt Ch'ilalo Terara är det ganska tätbefolkat, med 144 invånare per kvadratkilometer. Närmaste större samhälle är Āsela, 14,7 km väster om Ch'ilalo Terara. Trakten runt Ch'ilalo Terara består i huvudsak av gräsmarker.